# 裝飾擬豆瓷蟹
裝飾擬豆瓷蟹（学名：Enosteoides ornatus）为瓷蟹科擬豆瓷蟹屬下的一个种。